# Smita Patil Memorial Award
Le Smita Patil Memorial Award est une cérémonie de récompenses cinématographiques indienne attribuée par la Priyadarshini Academy annuellement puis tous les deux ans.
Elle distingue les mérites des actrices du cinéma Hindi, les plus talentueuses ayant connu un succès commercial et critique sur une longue durée. 
La première cérémonie eut lieu en 1987 à Bombay. Son intitulé rend hommage à la défunte actrice Smita Patil qui reste l'une des actrices les plus connues en Inde.

## Liste des lauréates

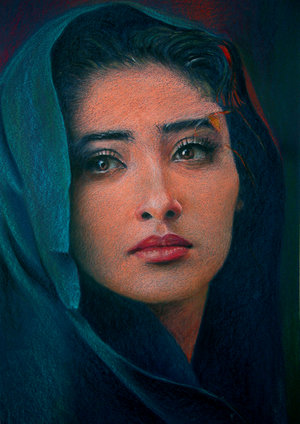
Manisha Koirala.

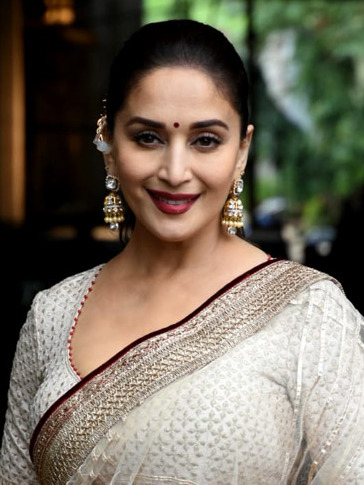
Madhuri Dixit.

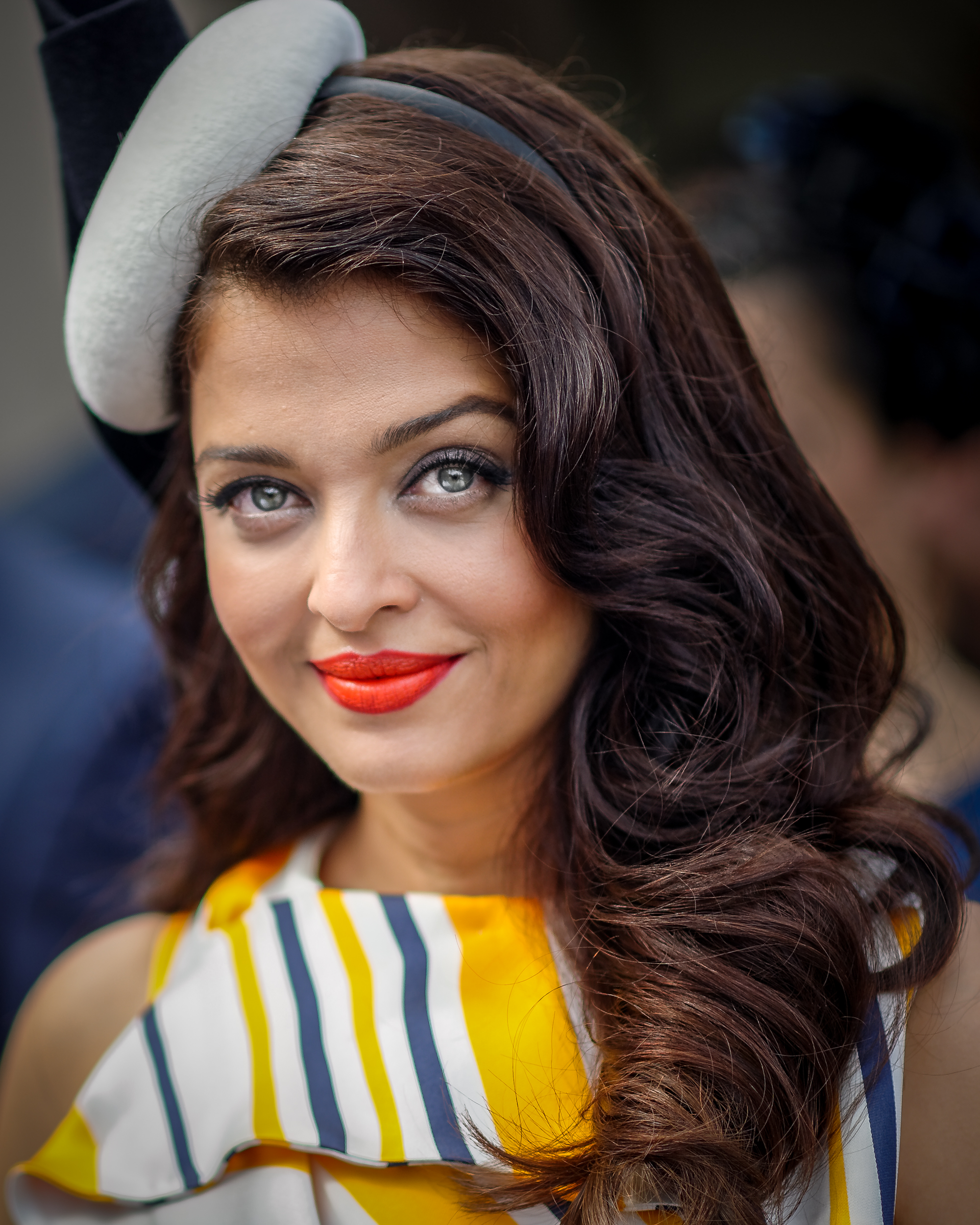
Aishwarya Rai.

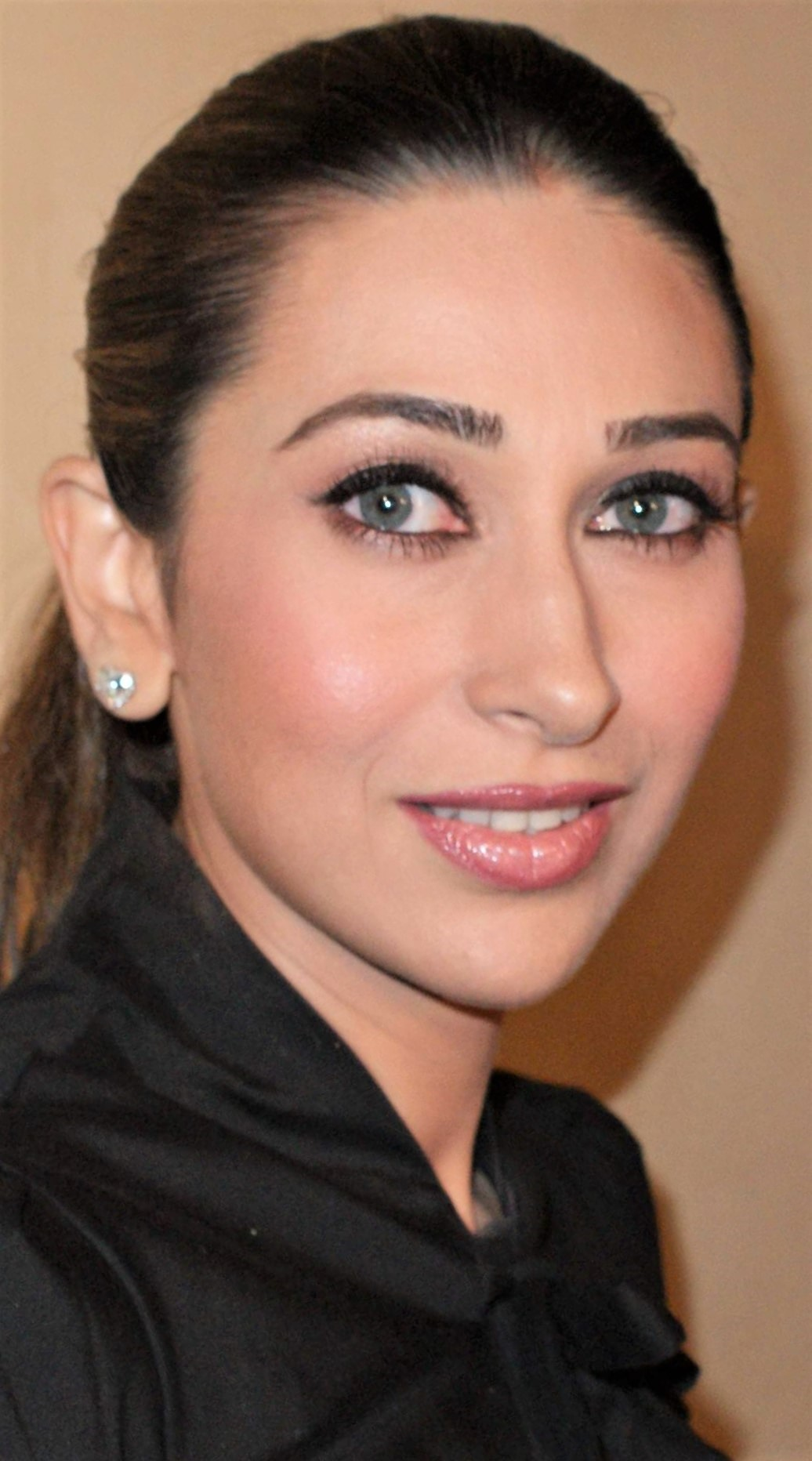
Karisma Kapoor.

| Année | Actrice             |
| ----- | ------------------- |
| 1987  | Tanvi Kiran         |
| 1988  | Deepika Chikhlia    |
| 1989  | Roopa Ganguly       |
| 1990  | Sridevi             |
| 1991  | Dimple Kapadia      |
| 1992  | Pooja Bhatt         |
| 1993  | Meenakshi Sheshadri |
| 1994  | Manisha Koirala     |
| 1996  | Madhuri Dixit       |
| 1998  | Tabu                |
| 2000  | Aishwarya Rai       |
| 2002  | Karisma Kapoor      |
| 2004  | Urmila Matondkar    |
| 2006  | Kareena Kapoor      |
| 2008  | Preity Zinta        |
| 2010  | Vidya Balan         |
| 2012  | Deepika Padukone    |
| 2014  | Priyanka Chopra     |
| 2016  | Katrina Kaif        |
| 2018  | Anushka Sharma      |

## Anecdotes
- La plupart des actrices récompensées ont reçu un Filmfare Awards, dans l'ordre : Sridevi (1990 et 1992) , Madhuri Dixit (1991, 1993, 1995 et 1998) , Karisma Kapoor (1997 et 2001) ,  Aishwarya Rai (2000 et 2003) , Preity Zinta (2004) , Kareena Kapoor (2008) , Priyanka Chopra (2009) , Vidya Balan (2010 2012 et 2013) , Deepika Padukone (2014 et 2016) .

- La plupart des actrices récompensées par la cérémonie ont reçu un National Film Awards l'une des statuettes les plus prestigieuses dans le cinéma indien, dans l'ordre : Tabu (1996 et 2001) , Karisma Kapoor (1998) , Priyanka Chopra (2009)[2].

- En septembre 2016 lorsque  Katrina Kaif est récompensée une partie du monde cinématographique discrédite cette reconnaissance. En invoquant le fait que l'actrice n'a jamais été récompensé par la prestigieuse cérémonie des Filmfare Awards ou en invoquant son jeu d'actrice[3].